# مارسل امه
مارسل امه (به فرانسوی: Marcel Aymé) نویسنده، دراماتورژ و داستان کوتاهنویس قرن بیستم میلادی اهل فرانسه بود.

## زندگینامه
مارسل امه در سال ۱۹۰۲ در فرانسه متولد شد. او در کالج دودال فارغ‌التحصیل شد و سپس به عنوان روزنامه‌نگار در پاریس مشغول به کار شد. وی اولین رمان خود را در سال ۱۹۲۶ منتشر کرد. امه پس از موفقیت چشمگیر رمان مادیان سبز بیشتر بر روی رمان و داستان کودک تمرکز کرد. وی در سال ۱۹۶۷ درگذشت و در پاریس به خاک سپرده شد.

## سبک نوشتار
مارسل امه نگاه بدبینانه ای نسبت به جهان دارد ولی این نگاه به جای منتهی شدن به یاس و پوچی به طنزی سیاه می‌رسد. او با درآمیختن واقعیت و خیال همراه با چاشنی طنز به حماقت‌های جمعی حمله می‌کند.

## جستارهای وابسته

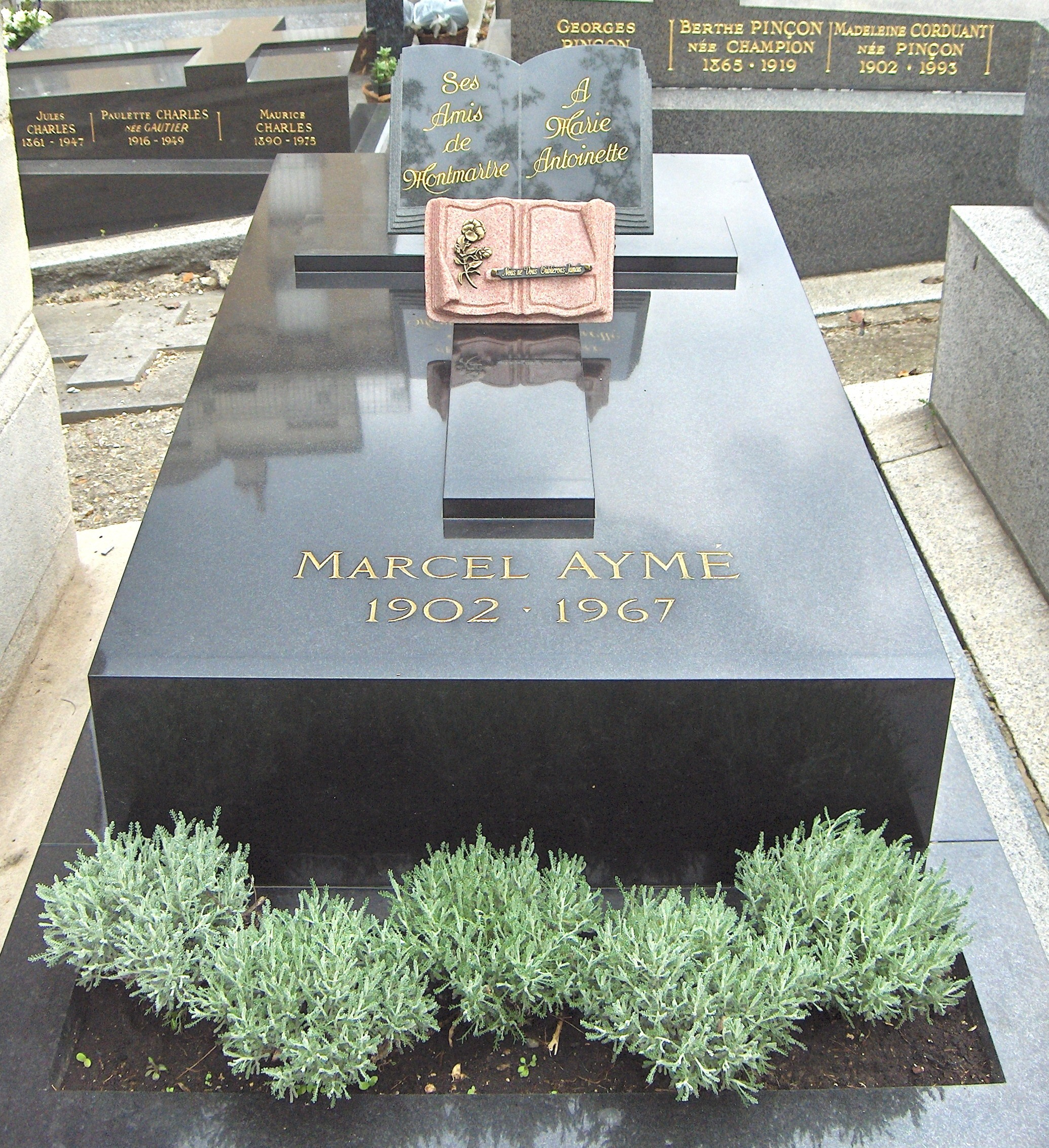

## آثار
- خیابان بی‌نام (۱۹۳۰)
- مادیان سبز (۱۹۳۳)
- اورانوس (۱۹۴۸)
- انتخاب دورترین راه
- بی‌گناهان زیر گیوتین
- پرندگان ماه
- دیوار گذر